# Křížová cesta (Soběnov)
Křížová cesta v Soběnově na Českokrumlovsku se nachází přibližně 500 metrů severně od obce v místě zvaném Hájek.

## Historie
Křížovou cestu tvoří dvanáct zastavení v podobě kamenných plochých kapliček s nikou pro pašijový obrázek. Cesta byla postavena roku 1872 a vede do Hájku s poutní kaplí Panny Marie.
Po roce 2000 byla křížová cesta opravena, restaurátorské práce zahrnovaly očištění, vyspravení a ošetření kamenných prvků a obnovení malovaných obrazů – původní byly dány do archivu obce Soběnov.